# Federal Records
Federal Records war ein jamaikanisches Plattenlabel inklusive Aufnahmestudio (Federal Records Studio) und angeschlossenem Plattenpresswerk, das von Oktober 1957 bis 1981 existierte. Bei Federal entstand mit Lance Haywood at the Half Moon Hotel die erste Aufnahme für Chris Blackwells neu gegründetes Musiklabel Island Records. Außerdem wurden dort Teile für die Soundtracks zu James Bond – 007 jagt Dr. No und Every Nigger Is a Star aufgenommen. Mit dem Sublabel Merritone Records war Federal maßgeblich an der Entstehung des Rocksteady im Jahr 1966 beteiligt. Die Songs Take It Easy und Sound and Pressure von Hopeton Lewis, die als frühe Rocksteady-Nummern gelten, wurden 1966 von Lynn Taitt und Gladstone Anderson in den Federal-Studios arrangiert und eingespielt. Federal verkaufte das Studio und das Plattenpresswerk 1981 an Bob Marleys Label Tuff Gong. Zu den bekanntesten Künstlern, die bei Federal aufgenommen haben, gehören Ernest Ranglin, Prince Buster, Bob Marley, Jimmy Cliff, Byron Lee & The Dragonaires, Don Drummond & The Skatalites, The Maytals, Johnny Nash, Marcia Griffiths und Ken Boothe.

## Diskografie (Auswahl)

### Hausaufnahmen
- 1959: Lance Haywood at the Half Moon Hotel, Montego Bay von Lance Hayward feat. Ernest Ranglin on Side 2 (Island CB21)
- 1962: Judge Not / Do You Still Love Me? von Robert Marley & Beverley’s All-Stars (Beverley’s)
- 1963: Dr. No (Original Motion Picture Soundtrack) mit Stücken von Byron Lee & The Dragonaires (United Artists)
- 1963: Rough and Tough / Country Town von Stranger Cole / Baba Brooks & His Group (Dutchess/Bluebeat)
- 1964: My Daily Food / One Look von The Maytals / The Skatalites (Kentone/Dub Store)
- 1964: One Beer, One Scotch, One Burbon von Don Drummond & The Skatalites (Federal/Dub Store)
- 1964: Byron Lee & The Dragonaires Plays Jamaica Ska (Kentone)
- 1966: Take It Easy von Hopeton Lewis (Merritone)
- 1968: Hold Me Tight von Johnny Nash (JAD 1207)
- 1969: Softly With Ranglin von Ernest Ranglin (Twilight)
- 1973: Every Nigger Is a Star von Boris Gardiner (LEAL/Jazzman)
- 1974: Play Me Sweet & Nice von Marcia Griffiths (Wild Flower/Trojan)
- 1974: Everything I Own / My Own Version von Ken Boothe & Lloyd Charmers (Wild Flower/Trojan/Philips)
- 1976: War Ina Babylon von Max Romeo & The Upsetters (Upsetter/Federal, F 5008)

### Kompilationen
- 2010: The Definitive Collection of Federal Records 1964–1982 (17 North Parade)
- 2018: Kentone Ska from Federal Records: Skalvouvia 1963–1965 (Dub Store)
- 2019: Jamaica Jazz from Federal Records: Carib Roots, Jazz, Mento, Latin, Merengue & Rhumba (1960–1968) (Federal)
- 2019: Rare & Unreleased Ska Recordings from Federal Records Vaults 1964–1965 (Dub Store)
- 2024: Federal Records Ska Singles 1965: 8 Singles Set (Dub Store)

## Rezeption
Die Studioszenen in The Harder They Come, dem jamaikanischen Midnight Movie von 1972 mit Jimmy Cliff in der Hauptrolle, wurden bei Federal Records gedreht.